# Schneeferner
A Schneeferner a Zugspitze csúcsától délre, nyugatról keleti irányba lejtő felületen kialakult kettős gleccser, a Reintal völgy felső részén. Olvadékvizei a karsztos talajban tűnnek el, hogy később a Reintal alsó részén felbukkanva a Partnach hegyi folyót táplálják. A Schneeferner az Alpok egyik legészakibb gleccsere.

## Története
A kis jégkorszak végén, a 19. században a mai két gleccser egész területét egyetlen nagy gleccser, a Plattachferner takarta be, mintegy 300 hektár területen. Visszahúzódása után ma is jól felismerhető morénákat hagyott maga után.
Körülbelül 1860-tól az 1950-es évekig a gleccser évi átlag 23 000m²-t vesztett felületéből. Ennek során 1900 körül az északi és déli része között megszűnt az összeköttetés. Az északi résztől elvált egy keleti szárny is, ami aztán később teljesen eltűnt.
A 20. század második felében az északi Schneeferner fogyatkozása lelassult, mivel megmaradt része egy árnyékos medencében terül el. Időszakonként, így 1965 és 1968, valamint 1974 és 1980 a gelccser növekedésére is sor került. A déli Schneeferner esetében is megfigyelhetők voltak jelentős növekedési szakaszok.

## Fordítás
- Ez a szócikk részben vagy egészben a Schneeferner című német Wikipédia-szócikk ezen változatának fordításán alapul.  Az eredeti cikk szerkesztőit annak laptörténete sorolja fel. Ez a jelzés csupán a megfogalmazás eredetét és a szerzői jogokat jelzi, nem szolgál a cikkben szereplő információk forrásmegjelöléseként.